# Округ Поуп (Арканзас)
Округ Поуп (енгл. Pope County) је округ у америчкој савезној држави Арканзас. По попису из 2010. године број становника је 61.754. Седиште округа је град Russellville.

## Демографија
Према попису становништва из 2010. у округу је живело 61.754 становника, што је 7.285 (13,4%) становника више него 2000. године.
| Група             | 2000.          | 2010.          |
| Белци             | 50.535 (92,8%) | 53.667 (86,9%) |
| Афроамериканци    | 1.423 (2,6%)   | 1.784 (2,9%)   |
| Азијати           | 346 (0,6%)     | 605 (1,0%)     |
| Хиспаноамериканци | 1.123 (2,1%)   | 4.168 (6,7%)   |
| Укупно            | 54.469         | 61.754         |